# Valefor
Valefor ili Malephar, u demonologiji, šesti duh Goecije koji vlada nad deset legija duhova. Ima titulu vojvode u paklu, a pojavljuje se u obliku lava s magarećom glavom. Glasa se lavežom. Dobar je familijar.